# 娛樂性用藥

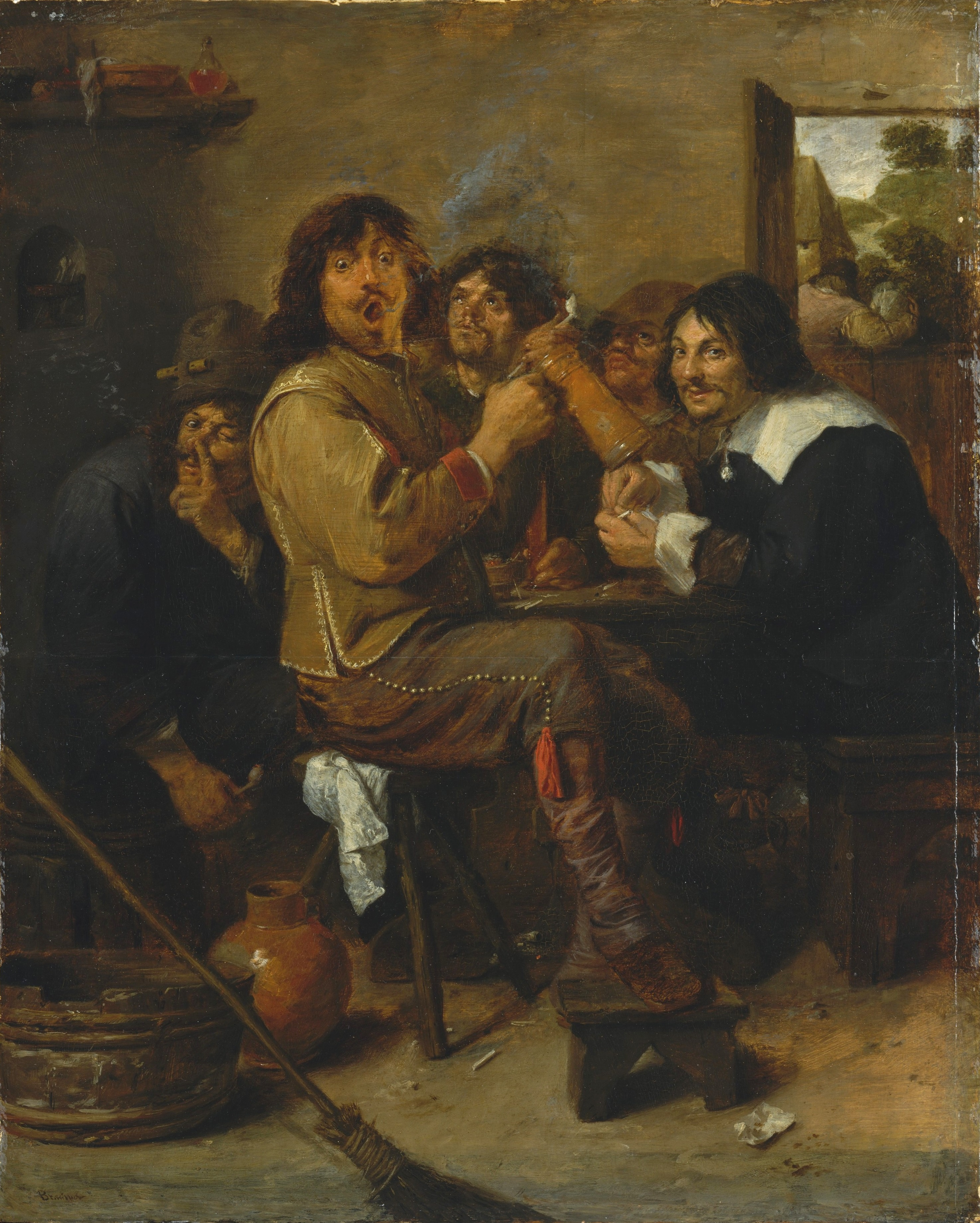
17世紀活躍於法蘭德斯和尼德蘭七省聯合共和國畫家阿德里安·布劳维作品, “吸菸者 (1636年)”

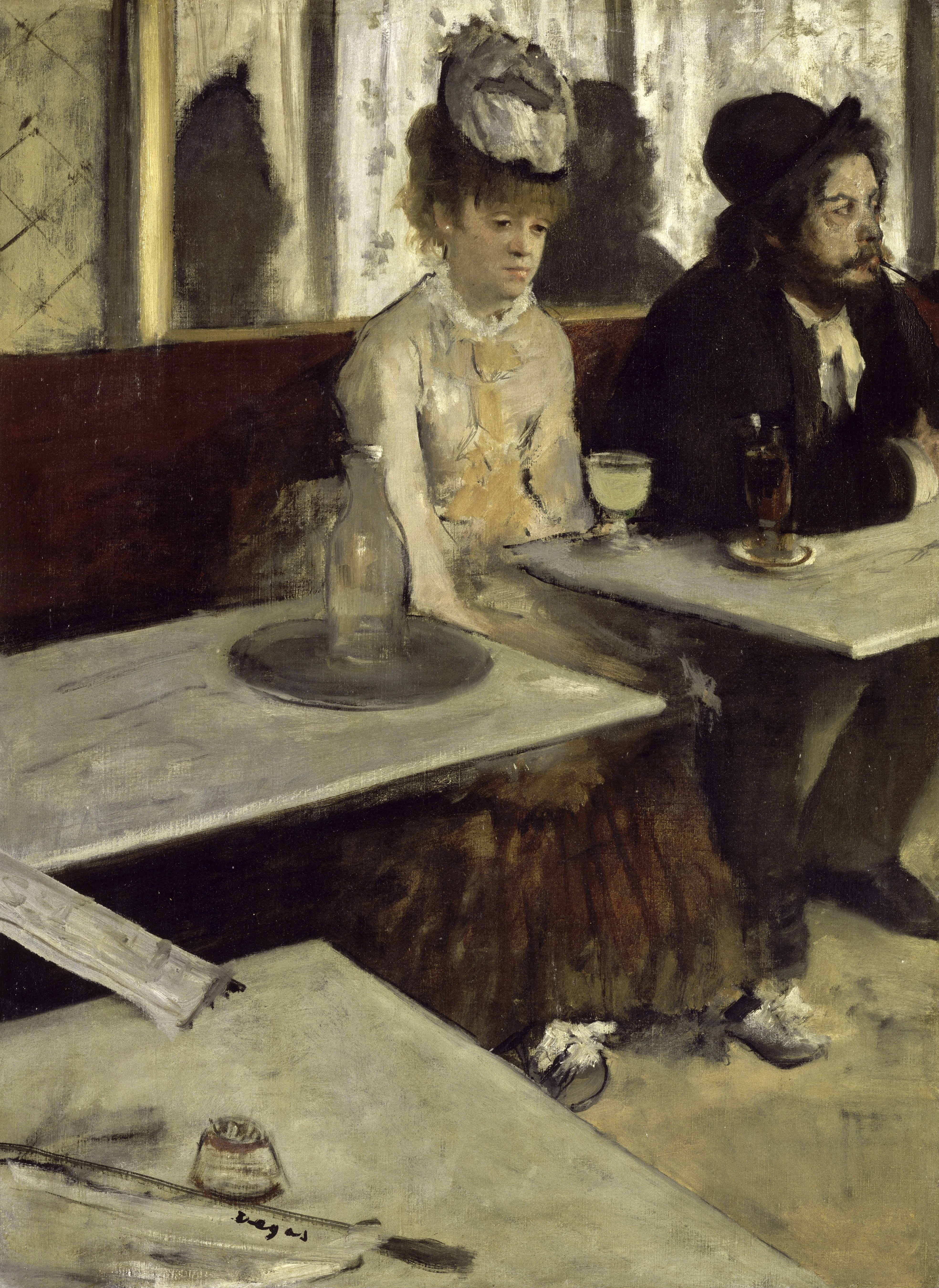
法國印象派畫家埃德加·德加作品， “咖啡館裡(1876年)。”

娛樂性用藥（英語：Recreational drug use）是指使用精神藥物，透過改變使用者的感知、感覺、和情緒來引起意識的變化，目的或是為愉悅，或為其他休閒目的、或為消遣。當精神藥物進入使用者的身體時，會產生陶醉的效果。一般而言，娛樂性藥物可分為三類：
- 鎮靜劑（引起放鬆和平靜感覺的藥物）
- 興奮劑（引起精力充沛和警醒的藥物）
- 致幻劑（引起知覺扭曲、幻覺的藥物)

通常使用娛樂性藥物被視為是種可容忍的社會行為，而不被視為自我藥療。
許多人還把處方藥和受到管制的鎮靜劑，如鴉片類藥物、以及鴉片劑、和苯二氮䓬類藥物當作娛樂性藥物使用。
娛樂性藥物包括酒精（常見於啤酒、葡萄酒、和蒸餾酒中）、大麻和哈希什（在各地有不同的合法性）、尼古丁（常見於烟草中）、咖啡因（常見於咖啡、茶、軟性飲料、處方藥中），還有聯合國的1961年《麻醉品單一公約》和1971年的《精神藥物公約》中所列的受管制物質、和可可粉（常見於巧克力中）。雖說持有受管制物質通常被視為非法，但會隨國家/地區而異。但持有以下物質被絕大多數國家/地區視為非法，包括甲基苯丙胺（或稱甲基安非他命）、海洛因、古柯鹼、麥角酸二乙酰胺（LSD）、迷幻蘑菇、MDMA（俗稱搖頭丸）、嗨嗨水、和俱樂部藥物。估計在2015年，全球年紀在15至65歲的群組中約有5%至少使用過一次受管制的藥物（估計在1.58億人至3.51億人之間）。

## 使用原因

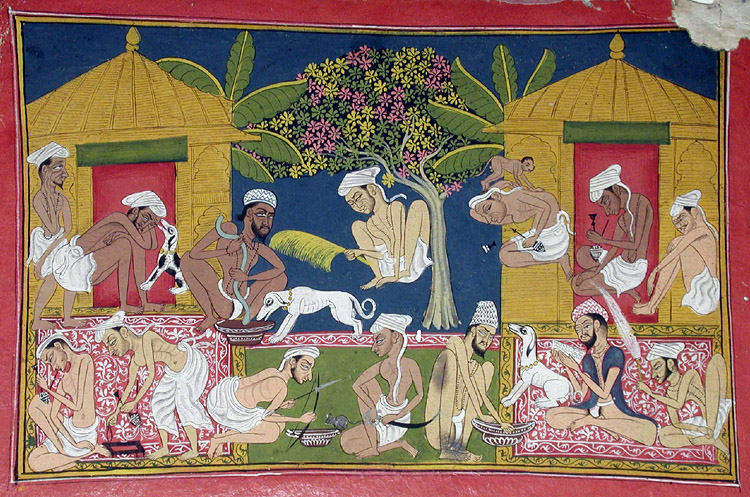
約1790年畫作：印度人食用印度大麻粉（Bhang）。Bhang是種在印度次大陸當地通行的大麻食品，大約在公元前1000年由印度教信徒開始食用。

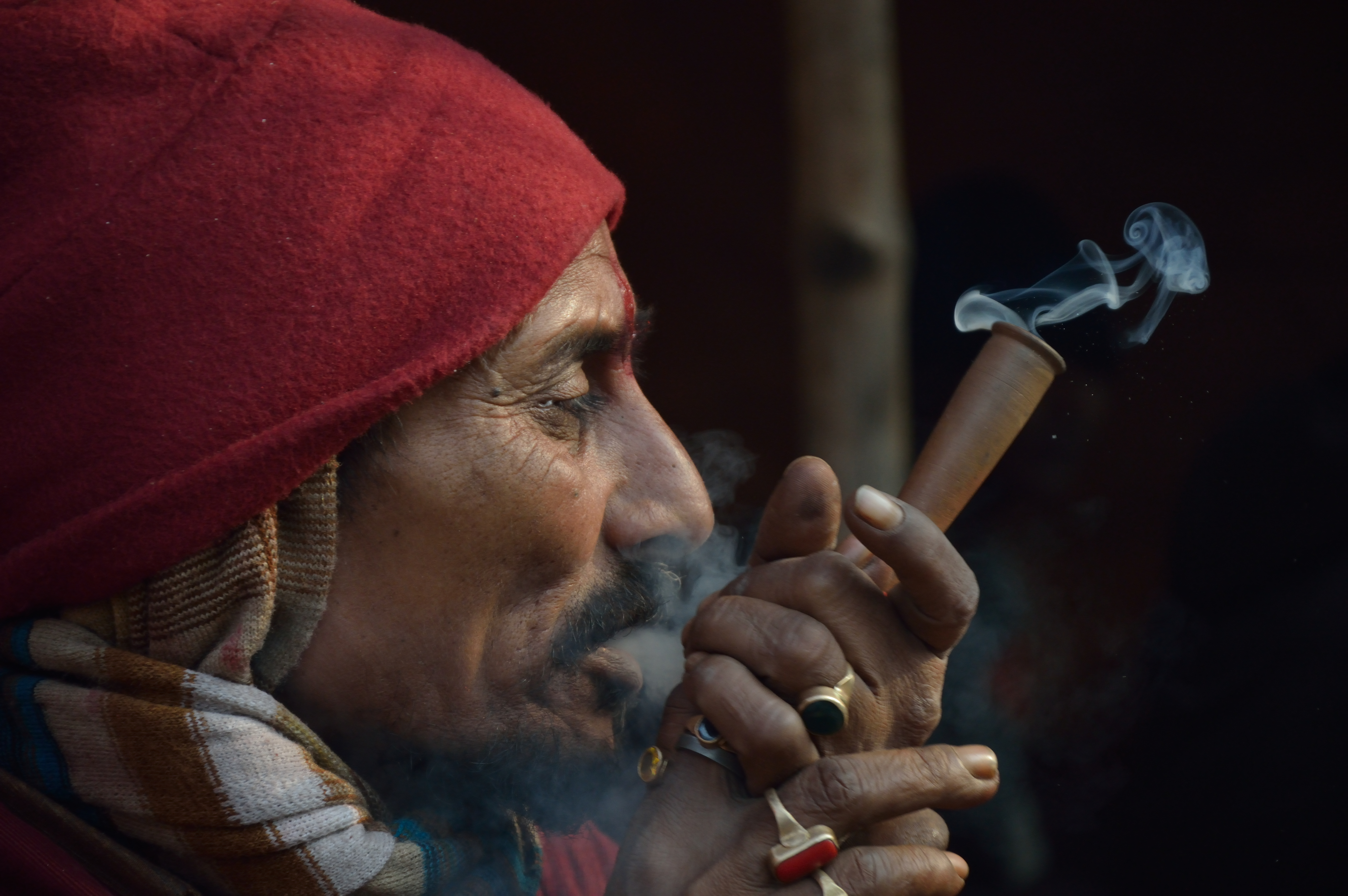
一位在印度加爾各答吸食大麻的人。

許多研究人員已探索過使用這種藥物的原因。最常見的理論是：遺傳學、性格類型、心理問題、自我藥療、性別、年齡、即時滿足、人類基本需求、好奇心、叛逆、群體歸屬感、家庭和依戀問題、歷史創傷、學校或工作不順、社會經濟壓力源、同儕壓力、青少年違法行為、容易取得、歷史因素、或是社會文化的影響.就其中任何一種原因，均未有一致的看法。而專家傾向採用生物心理社會模型來看待。這些因素中任何一個都會影響到個人的使用，因為它們並不互斥。無論是遺傳學、心理健康、或創傷經驗，社會因素在接觸和取得某些類型的藥物，以及使用藥物的模式方面均發揮重要作用。
根據研究成癮的學者馬丁·普蘭特（Martin A. Plant）的說法，許多人在開始使用娛樂性藥物之前都會經歷一段自我重新定義的時期。他們傾向把使用成癮藥物視為一般生活方式中的一部分，這種生活方式涉及一種亞文化，與他們地位提升和向社會規範挑戰有關。普蘭特說：“站在使用者的角度，成為吸食藥物圈子的一分子有不少積極的原因。吸食藥物的原因似乎與友誼、快樂、和地位的需求有關，也與不快樂或貧窮有關。對許多人來說，吸食藥物是種積極的肯定，而不是種消極的經驗”。

### 進化
在人類學的研究，顯示出人類“可能已進化到可對抗植物的神經毒素”。使用植物化學物質來發揮內源神經遞質的功能，可能會提高存活率，並帶來進化優勢。典型史前的限制性飲食可能是強調食用精神藥物的明顯好處，這類藥物本身已進化成模仿神經遞質。由於人類的化學 - 生態適應和在肝臟酶的遺傳（特別是細胞色素P450（涉及藥物代謝與生物激活作用的主要酶類，約占到各種代謝反應總數的75%）），研究人員因而提出“人類與精神藥物物質在數百萬年前即有著共同進化的關係。”

## 對健康的風險

精神病學、化學、藥理學、流行病學、鑑識科學、和警察及執法界的成癮專家運用德爾菲法，對20種最流行的娛樂性用藥的影響作研究，其中酒精在在造成依賴方面排名第6，身體傷害方面排名第11，社會傷害方面排名第2。

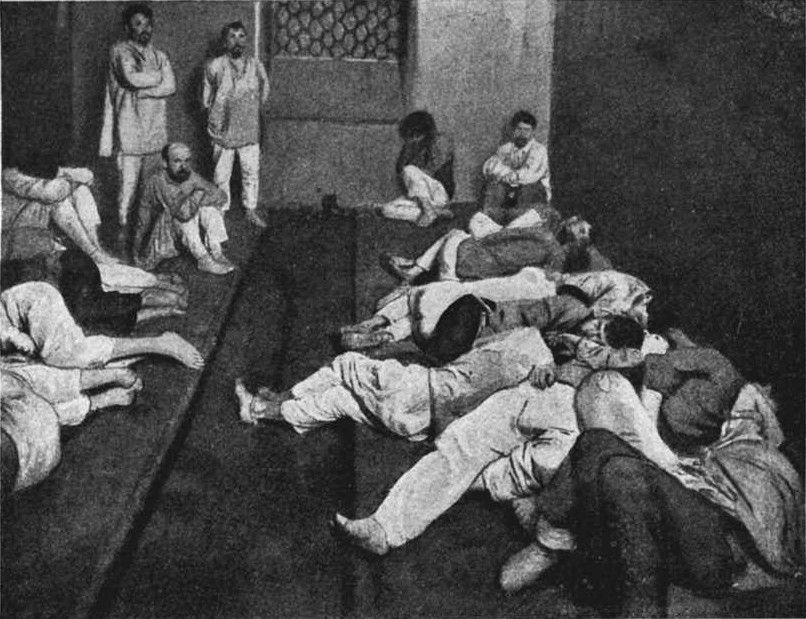
這張1914年的相片顯示爛醉者在醒酒室等待清醒中。

使用娛樂性藥物所帶來的嚴重程度和風險類型，會因藥物本身和使用量而有差異。環境中和使用者體內有許多因素，會透過不同方式與不同藥物相互作用。但一些研究顯示，酒精在總體上是所有娛樂性藥物中最危險的一種（請參考酒精與健康）；只有海洛因、霹靂可卡因、和甲基苯丙胺（甲基安非他命）被認為害處較酒精更大。但針對適度飲酒量的研究所得的結論，是使用酒精對健康有顯著的好處，例如可把罹患心臟病、中風、和認知能力變差的風險降低。這種說法引起爭議。非營利組織藥物科學董事長大衛·納特表示，這些顯示“適度”飲酒有益結果的研究，事前就缺乏對受試者所飲用的變量做過控制。英國專家也建議，可能會有對較少使用者造成較小傷害的藥物（而前提是對這些藥物有較低的使用頻率），其中包括大麻、迷幻蘑菇、麥角酸二乙酰胺（LSD）、和MDMA。但這些藥物自身仍存有特定的風險。

### 盡責藥物使用
“盡責藥物使用”的概念是個人可採娛樂方式或以其他方式吸食藥物，但降低或消除對自己或他人生活上的負面風險。倡導這種哲學的人指出，許多著名的藝術家和知識分子曾通透過實驗或其他方式使用過藥品，但對他們自己的生活少有不利的影響。只有使用物質會嚴重干擾使用者的日常生活時，這種號稱盡責的使用才會成為問題。
主張盡責藥物使用的人認為，使用者不應在吸食藥物後的非清醒狀態下做駕駛、游泳、操作機器等活動。盡責藥物使用被強調是種減少損害的初級預防方式。減少損害政策在1980年代後期開始普及，這種政策是始於1970年代的反文化運動時期，當時製作有卡通影片，解釋盡責藥物使用，並宣導不盡責吸食的不良後果。另種問題是，因為藥物本身的非法性也會對使用者造成社會和經濟後果 - 藥物可能會受到摻假，純度差異極大，更有可能導致過量服用 - 而把這類藥物的生產和分銷予以合法化，可減少吸食非法藥物而產生的這類和其他的風險。減少損害力求把使用各種藥物（無論是合法的（例如酒精和尼古丁），還是非法的（例如海洛因和古柯鹼）可能的傷害降到最低。例如，靜脈注射藥品（古柯鹼，海洛因）的人可通過適當的注射方式、每次使用新的針頭和注射器、以及妥善處置注射器械，把對注射者本人和社區成員造成的傷害可能性降至最低。

## 預防
世界各國政府為減少娛樂性藥物的使用，在20世紀制定幾項法律，禁止擁有幾乎所有這類藥物。然而，西方世界的“毒品戰爭”正面臨日益增長的批評。而也無法說明是否行為干預法有助於防止兒童使用娛樂性藥物。
據統計有四分之一的青少年使用過非法藥物，而需要成癮治療的青少年中有十分之一獲得某種類型的護理。透過學校的教育計劃是最常用的防治方法；但若希望要這類干預計劃能夠成功，必須高度依賴參與者的承諾，但總體上的承諾並不足夠。研究也顯示家庭干預也能把藥物的吸引力有效降低。

## 人口資料

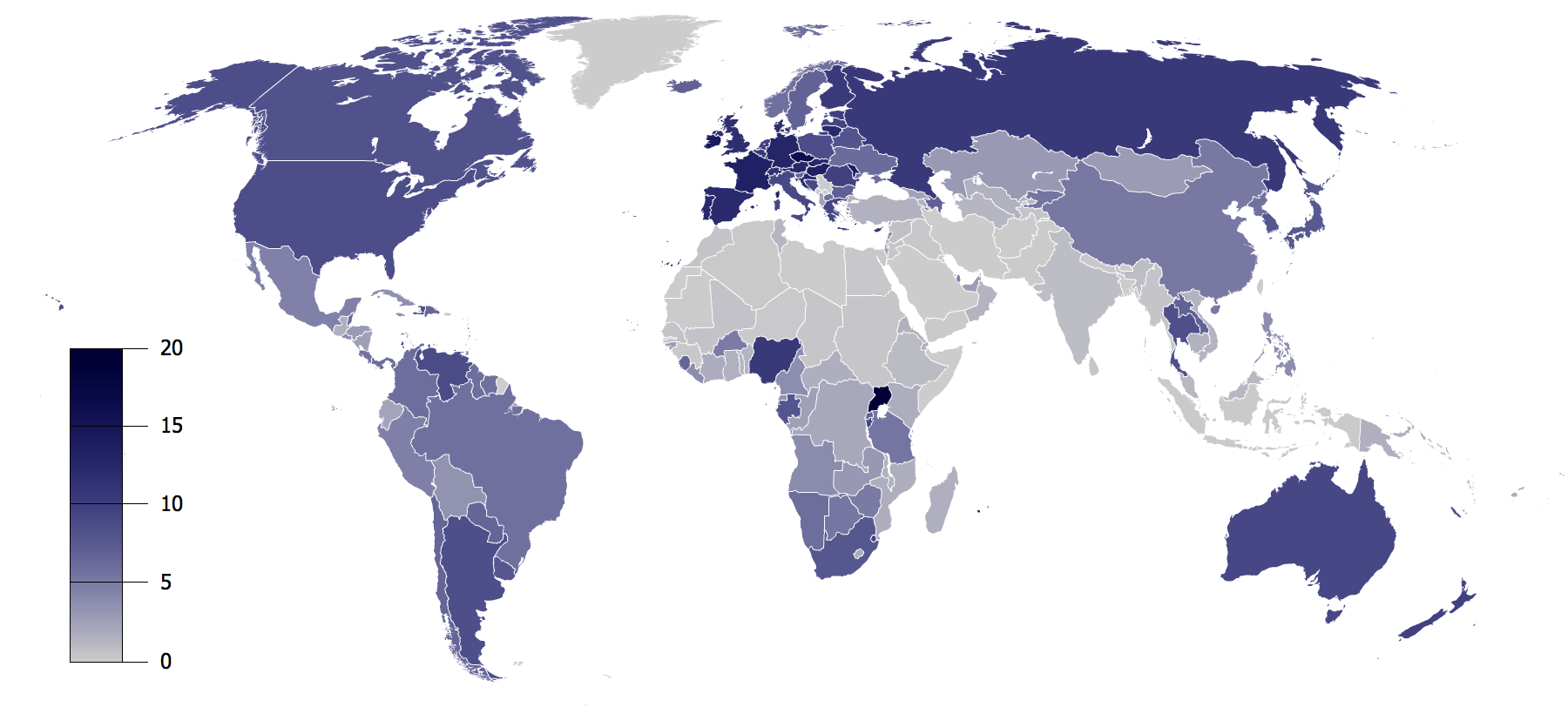
根據各國人均酒精消費量列表，2004年全球15歲及以上飲用純酒精當量（公升）。

### 澳大利亞
酒精是澳大利亞使用最廣泛的藥物。12歲及以上的當地人有86.2%一生中至少喝過酒一次，而同一群組中有34.8%的人一生中至少使用過大麻一次。

### 美國
美國的醫生從19世紀中葉到1930年代，一直開立大麻草作為醫療用的處方藥。在1960年代反文化運動期間精神藥物（包括大麻）被引入使用。根據年輕人和大學生的報告說，大麻等成癮藥物作為娛樂使用的流行率為20-25%，而使用者的心態是開放與好奇。聯邦調查局（FBI）在1969年報告說在1966年至1968年間，因持有大麻而違反1937年大麻稅方案而被捕的人數增加98%。雖然大眾認為在1960年代後期，美國青年吸食成癮藥物的人數有大幅增加，但調查顯示的是到1969年，只有4%的美國人口使用過大麻。然而使用比率在1972年增加到12%。到1977年，這個數字又翻了一倍。
美國在1970年被總統簽署為法律的管制物質法案把大麻、海洛因、和LSD一起歸類為第一類藥物，這一類藥物具有相對最高的濫用可能，且不具醫療用途。當時大部分大麻來自墨西哥，但墨西哥政府在1975年同意利用噴灑除草劑巴拉刈以除去這種作物，而引發人們對當地產品具有毒性副作用的疑慮。隨後改由哥倫比亞成為主要供應國雷根和老布希兩位總統執政期間（1981-93年）的“零容忍”氛圍導致通過嚴格法律，對持有大麻的強制性判決（1984年犯罪控制綜合法案），並把防止透過美國南部邊境走私的警戒升高。美國這項“毒品戰爭”致使大麻原本為依賴進口，轉而在國內種植（特別是在夏威夷州和加利福尼亞州）。美國緝毒局從1982年開始把更多注意力轉向位於美國的大麻農場，而不法種植方式轉往室內、小規模、和高產量的品種。吸食大麻經過十多年的減少後，在1990年代初再次開始上升，特別是在青少年的群組，但到1990年代的最後10年，這種上升趨勢已大幅低於較早的高峰期。

## 社會與文化
有許多運動和組織在提倡或是反對药物自由化，最顯著的是有關大麻使用合法化。次文化已出現在娛樂性藥物使用者中，也出現主張禁用者的另類生活方式和社會運動（例如禁酒主義和“直刃族”）。
自2000年代初以來，醫事人員已承認以及處理西方世界青少年和年輕人中，與狂歡文化相關的俱樂部藥物消費量不斷增加的問題，例如搖頭丸、古柯鹼、氟硝西泮（FM2）、γ-羥基丁酸（神仙水，或稱GHB）、氯胺酮（K他命）、苯環利定（天使塵）、LSD、和甲基安非他命。研究顯示，青少年比年輕人更會使用多種藥物，並且使用俱樂部藥物的與犯罪行為和近期的酒精不當使用或酒精依賴的存在高度關聯。
社會中流行使用娛樂性藥物也反映在小說、娛樂、和藝術之中（受現行法律和社會習俗的約束）。例如，在電子遊戲中，藥物以多種方式呈現：包括能量提升（碧血狂殺2中以古柯鹼口香糖補充體力）、需要避開的障礙（例如超級馬力歐 耀西島中的Fuzzies，不小心吃下後會扭曲玩家的視野），以遊戲幣買賣的物品（古柯鹼交易是傷疤臉：世界是你的的重要情節）。在1997年的輻射中，藥物（遊戲中所稱的“化學品”）可扮演上述任何角色。

## 常見娛樂性藥物
常見用於娛樂性的藥物如下：
- 酒精：大多數飲用的酒的成分是乙醇，CH
3CH
2OH。飲酒會導致酒精中毒、放鬆、和降低抑制的作用。它是通過酵母發酵糖分而製成葡萄酒、啤酒、和蒸餾酒（例如伏特加、蘭姆酒、琴酒等）。在世界上大多數地區，超過一定年齡（大多數國家為18歲）才能合法喝酒。酒精被國際癌症研究機構列入一類致癌物質和導致畸形物質。[40]酒精戒斷症狀可能會危及生命。[41]
- 安非他命：在娛樂性用途時，可提供警覺性和能量感。用於治療注意力不足多動症、發作性嗜睡病、抑鬱、和減低體重。在1940年代和50年代，苯丙胺（安非他命）是一種強效中樞神經系統興奮劑，在第二次世界大戰中被軸心國和同盟國的軍隊使用，後來也被其他軍隊和日本工廠工人使用。它可增加肌肉力量和抗疲勞性，並改善反應的時間。[42]苯丙胺可能具有神經毒性, 表示它會損害多巴胺神經元。[43]由於這種腦損傷, 長期使用會導致急性戒斷後症候群（post-acute-withdrawal syndrome）。[44]
- 咖啡因：通常存在於咖啡、紅茶、能量飲料、某些軟性飲料（例如可口可樂、百事可樂、和激浪等）、還有巧克力之中。它是世界上受到最廣泛消費的精神活性藥物，但對長期使用者只會產生輕微的依賴性。[45]
- 大麻：常見形式包括吸食或是食用的大麻。它含有至少85種大麻素。主要的精神活性成分是THC，這種成分模仿神經遞質花生四烯乙醇胺（傳遞質（anandamide）以印度教神祇ananda的名字命名，意為“喜悅、幸福、歡欣”。
- 古柯鹼：這是種白色粉末，可吸入（“嗅”入鼻孔）或用水轉為溶液用來注射。古柯鹼有種流行的衍生物 - 霹靂可卡因通常被以吸菸方式攝取（當轉化為游離霧化形式時，可被直接吸入）。這樣的攝取方式被認為可提高生物利用度，但也被發現具有毒性，因為在熱裂解過程中會產生甲基愛康尼定（英语：methylecgonidine）（具有毒性，尤其對於心臟、肺臟、和肝臟）。[46][47][48]
- MDMA：亞甲二氧甲基苯丙胺，俗稱搖頭丸，是狂歡場所常見的俱樂部藥物。
- 尼古丁，主要經由吸食菸草或電子煙攝取，可經由燃燒煙霧吸入、咀嚼、或是塗在鼻孔內吸收。尼古丁可在10-20秒內穿過血腦屏障。尼古丁模仿神經遞質乙酰膽鹼對大腦和神經肌肉接點中菸鹼型乙酰膽鹼受體發生作用。受體的神經元形式存在於突觸後（即一般神經傳遞）和突觸前，而影響多種神經遞質的釋放。[49]。人們對尼古丁非常容易上癮，[50][51][52]與海洛因或古柯鹼相當。[53]。
  - 烟草：學名：Nicotiana tabacum。尼古丁是存在菸葉中的主要藥物
  - 電子煙：很大部分電子煙的使用是做娛樂用途。[54]大多數電子煙使用的液體都含有尼古丁，但尼古丁含量因用戶偏好和製造商而異。[55]。電子煙也被用來吸入搖頭丸、古柯鹼粉末、霹靂可卡因、合成卡西酮、甲氧麻黃酮、夫拉卡、合成大麻素、鴉片類藥物、海洛因、芬太尼、色胺、和氯胺酮。[56]
- 氯胺酮（K他命）：是種麻醉劑，因為它具有解離和鎮痛的特性，輔助醫護人員和醫生在急救情況下使用，但當作俱樂部藥物使用則是非法的。
- 嗨嗨水：把止咳糖漿、糖、軟性飲料、和可待因混合製成的液體藥物。它起源於1990年代的休斯頓。從那時起，這種藥物的使用量有所增加，並且經常在聚會和陷阱音樂會中使用。許多人服用這種藥物後會有昏昏欲睡的感覺。
- LSD：一種流行的麥角靈衍生物，由瑞士化學家艾伯特·霍夫曼於1938年首次使用有機合成法產生。但他直到1943年才注意到這種物質的迷幻效果。[57]在1950年代，這種藥物被用於心理治療，並被中央情報局（CIA）秘密用於MKUltra計劃（一項人類思想控制試驗計劃），藥物被用於不知情的美國和加拿大公民身上。LSD在1960年代的“反文化”運動中發揮核心作用，並於1968年10月被美國詹森總統頒布命令禁用。[58][59]
- 一氧化二氮：由牙醫用作抗焦慮和麻醉之用，非法使用者會從鮮奶油罐（稱為whippets，或是whip-its）（請參考吸入劑（英语：inhalant））中吸取這種氣體作娛樂用，吸入高劑量會產生“嗨”和幻覺的感知效果。
- 鴉片劑和鴉片類藥物：可通過處方簽取得，用於緩解疼痛。常用的鴉片類藥物有羥考酮、氫可酮、可待因、芬太尼、海洛因、美沙酮、和嗎啡。鴉片類藥物具有很高的成癮力，且在頻繁使用後停止，會誘發嚴重的戒斷症狀。海洛因可被如吸菸般吸入、吹入、或摻水製成溶液後注射。 Percocet是種處方藥的鴉片類藥物，同時含有羥考酮和對乙酰氨基酚。
- 迷幻蘑菇：這種藥物是追求迷幻感覺的重要藥物。由艾伯特·霍夫曼在1963年做化學分析，才發現半裸蓋菇（也稱為“Liberty Cap”，在歐洲很常見）之中含有賽洛西賓（裸蓋菇素），這種致幻劑從前僅在墨西哥、亞洲、和北美洲原產物種中發現。[60]
- 鎮靜劑：巴比妥類藥物、苯二氮䓬類藥物（例如阿普唑侖、地西泮等），通常用於治療焦慮症；已知這種藥物會導致失智症和急性戒斷後症候群
- “精神性浴鹽”：是種俚語，通常是指卡西酮衍生物，例如甲氧麻黃酮和亞甲基二氧吡咯戊酮(MDPV)，但並不完全是
- N,N-二甲基色胺 - 是死藤水的主要成分，也可在被稱為love rose（英语：love rose）的管狀物中抽吸；可短暫（大約30分鐘）讓吸食者“完全失去與外部現實世界的聯繫”[61]
- 烏羽玉：這種致幻劑含有麥司卡林，原產於德克薩斯州西南部和墨西哥
- 墨西哥鼠尾草：這種產於墨西哥尤卡坦半島的薄荷科致幻藥草；不被認為是娛樂性藥物，很可能是由於它具有產生幻覺的性質（在某些司法管轄區屬於合法）
- 合成大麻素：有“Spice”、“K2”、JWH-018、和AM-2201等
- 安眠酮：流行於1970年代的俱樂部藥物。許多國家已不再開立處方或是製造，但在南非仍受歡迎。[62][63]

## 給藥途徑

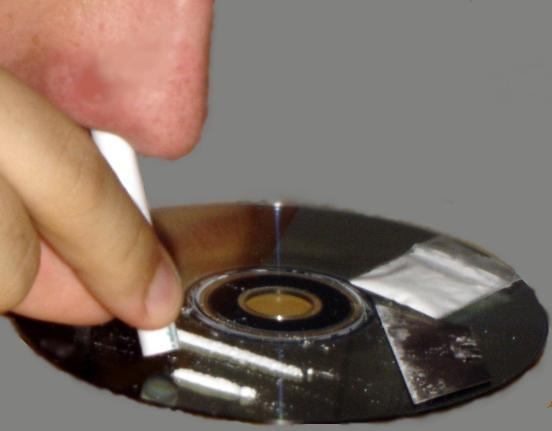
以吹入方式吸取古柯鹼粉末。

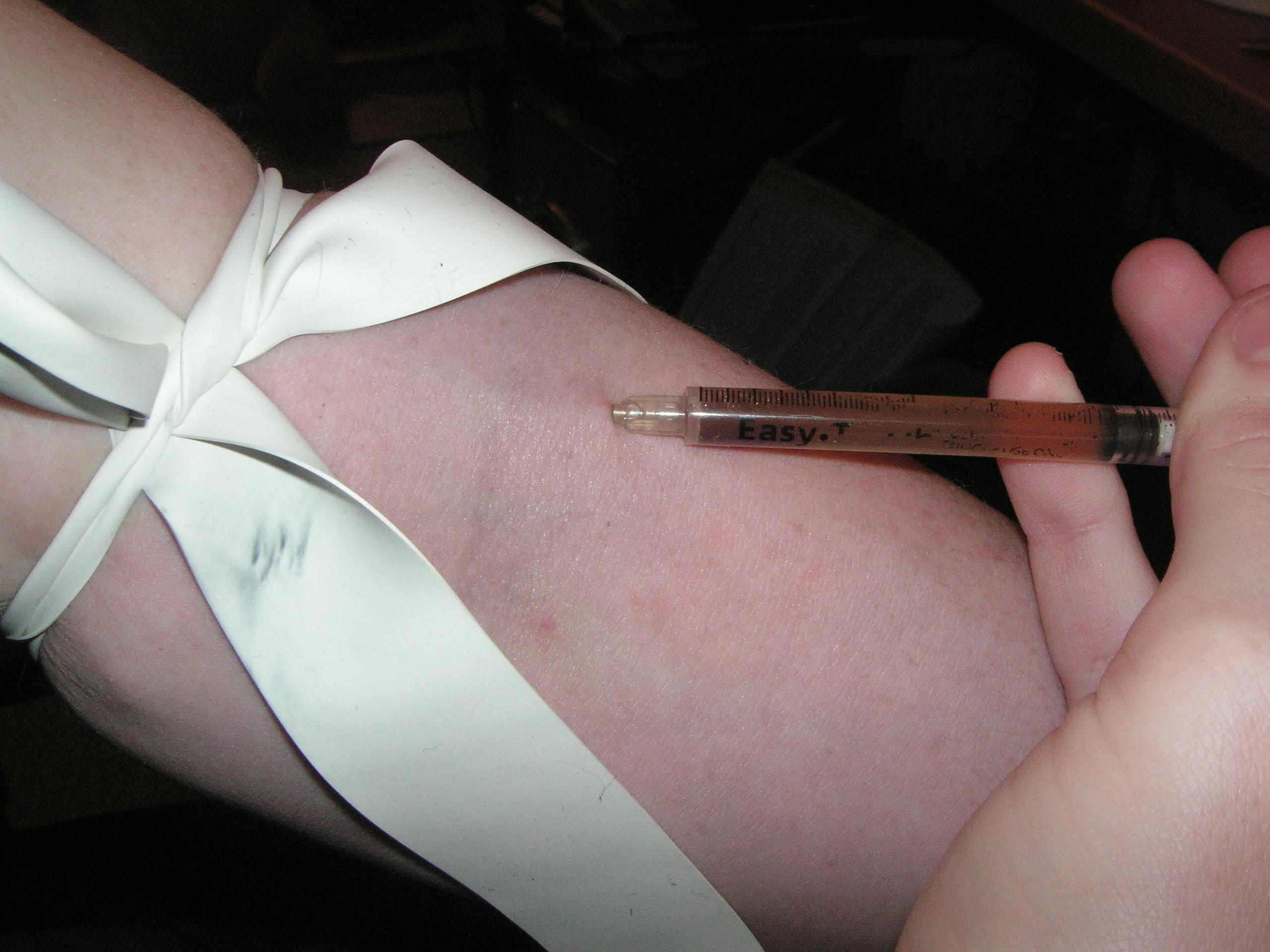
以注射方式攝入海洛因。

不同藥物通常有特定的給藥途徑。許多藥物有好幾種攝入的方式。例如大麻可像食物一般吞嚥或是透過吸菸的方式，古柯鹼可塗抹在鼻孔中“嗅”、注射、或經過修改後用吸菸的方式攝取。
- 吸入：顧名思義，有陶醉效果的吸入劑（見下文）透過過氣管把氣體，或是把液體霧化後吸入
- 吹入（英语：Insufflation (medicine)）：也可稱為“snorting”或“sniffing”（兩者均有鼻吸的意思），這種方法由使用者將粉末放入鼻孔吸入後，經由粘膜吸收。 用這種方式吸食的藥物包括苯丙胺粉末、古柯鹼、海洛因、氯胺酮、搖頭丸、鼻菸
- 皮下注射：街頭稱為Skin popping。把藥物注射到皮膚的第三層（最低層）。
- 肌肉注射：把藥物注射到肌肉中。
- 靜脈注射（請參考藥物注射）：使用者把藥物和水的溶液注射到靜脈中，也有注射到組織中的情況，但不常見。注射用藥物包括嗎啡和海洛因，有鴉片類藥物，但不太常見。也有注射古柯鹼或甲基苯丙胺等興奮劑的案例。使用者在極少數情況下會注射其他藥物。
- 口服：包括咖啡因、乙醇、大麻食品、迷幻菇素、古柯茶、罌粟茶、鴉片酊、γ-羥基丁酸（GHB）、摻MDMA或其他物質（主要是興奮劑和迷幻藥）的搖頭丸、處方藥和非處方藥（注意力不足過動症和發作性嗜睡病藥物、苯二氮䓬類藥物、抗焦慮藥、鎮靜劑、止咳藥、嗎啡、可待因、鴉片類藥物等）
- 口腔黏膜吸收：藥物透過舌下組織擴散到血液中。許多精神活性藥物，包括巴比妥類藥物、苯二氮䓬類藥物、[64]胃腸道生物利用度較差的鴉片類鎮痛藥、LSD片劑、古柯葉、和一些致幻劑，都可或已專門設計用於舌下給藥。沾菸即用這種方式讓使用者吸食尼古丁。
- 直腸給藥（英语：Rectal administration）：大多數水溶性藥物均可透過直腸途徑給藥
- 吸食（另見以下章節）：烟草、大麻、鴉片、甲基苯丙胺（也稱冰毒）、苯環利定、霹靂可卡因、和海洛因（海洛因加熱後呈游離狀態再吸食，此種吸食方法也稱為追龍）
- 含有處方藥的透皮貼劑（英语：transdermal patch）：例如哌甲酯和芬太尼

許多藥物可透過幾種途徑攝取。靜脈注射最為有效，但也是最危險的途徑。利用鼻、直腸、吸入（inhale）、和吸菸（smoking）的方式較安全。口服途徑最為安全、而且最為舒適，但生物利用度很低。

## 類型

### 鎮靜劑
鎮靜劑可暫時把身體或精神特定部分的功能或活動減弱。鎮靜劑被俗稱為“dowsers”，通常人們服用來放鬆心情和減緩緊張。這些作用的例子包括抗焦慮、鎮靜、和降低血壓。鎮靜劑在世界各地被廣泛用作處方藥和非法藥物。
使用這類藥物，效果可包括抗焦慮、鎮痛、鎮靜、嗜睡、認知/記憶障礙、解離、肌肉鬆弛、血壓/心率降低、換氣不足（呼吸抑制）、麻醉、和抗驚厥作用。鎮靜劑透過許多不同的藥理機制發揮作用，其中最突出的包括增強γ-氨基丁酸（GABA）或阿片類藥物的活性，以及抑制腎上腺素、組織胺、或乙酰膽鹼的活性。有些還能夠引起欣快感。目前使用最廣泛的鎮靜劑是酒精。
興奮劑（或稱“uppers”，如安非他命或古柯鹼，可增強精神或身體機能，與鎮靜劑的作用相反。
鎮靜劑中，尤其是酒精，可造成藥物誘發精神病。由Murrie等人在2019年發表的系統綜述和綜合分析，發現從鴉片類藥物、酒精、和鎮靜劑誘發，從精神病到精神分裂症的比率分別為12%、10%、和9%。

#### 抗組織胺藥
抗組織胺藥（或“組織胺拮抗劑”）可抑制組織胺的釋放或作用。“抗組織胺藥”可用於描述任何組織胺拮抗劑，但這個名詞通常保留用在作用於H1組織胺受體的抗組織胺藥。抗組織胺藥用於治療過敏症狀。過敏是由於身體對過敏原的過度反應所引起，例如草和樹釋放的花粉。過敏會導致身體釋放組織胺。抗組織胺藥的其他用途是幫助緩解昆蟲叮咬引起的症狀（即使沒過敏反應）。這種藥物在娛樂的吸引力主要是由於其中的抗膽鹼劑特性會引起焦慮，並在某些情況下，例如苯海拉明、氯苯那敏、和奧菲那特林，在中等劑量時會產生特徵性的欣快感。，想透過高劑量來誘導娛樂作用可能會有過量的問題。抗組織胺藥也可與酒精一起食用，尤其適合那些酒量較差的年輕人。這兩種藥物的組合在較小的酒精劑量時就會讓人達到醉酒的程度。如果服用比治療劑量高得多時，可能會導致與曼陀羅花作用類似的幻覺和可能的譫妄。抗組織胺藥如過敏藥和某些止咳藥，可在一般的藥店買到（非處方藥）。它們有時與酒精等其他物質共同使用。就數量和總量百分比而言，最常見的無監督使用抗組織胺藥，是用來擴大和加強鴉片類藥物和鎮定劑的作用。最常用到的是羥嗪，主要用於擴大其他藥物的作用（如同醫療用途），以及上述乙醇胺和烷基胺類第一代抗組織胺藥，這些藥物因為其抗憂鬱特性，再次像1950年代一樣成為醫療研究的主題。
由於上述所有原因，藥用東莨菪鹼也被注意到可用於娛樂用途。

#### 鎮痛藥
鎮痛藥（也稱為“止痛藥”）用於緩解疼痛。鎮痛劑一字源自希臘語“αν-”（an-，“無”）和“άλγος”（álgos，“疼痛”）組合而成。鎮痛藥以多種方式作用於周圍神經和中樞神經系統；包括有對乙酰氨基酚（又稱撲熱息痛）、非類固醇抗發炎藥(NSAID，例如水楊酸（阿司匹林），以及鴉片類藥物（例如氫可酮、可待因、海洛因、和羥考酮）。可用於娛樂用途的品牌處方鴉片劑和鴉片類鎮痛藥另有Vicodin、Lortab、Norco（氫可酮）、Avinza、Kapanol（嗎啡）、Opana、Paramorphan（羥嗎啡酮）、Dilaudid、Palladone（二氫嗎啡酮）和OxyContin（羥考酮）。

#### 鎮靜劑
以下是鎮靜劑 (γ-氨基丁酸化藥物) 的例子：
- 巴比妥類藥物
- 苯二氮䓬類藥物
- 乙醇（飲用酒精）
- 類苯二氮䓬類藥物（英语：nonbenzodiazepine）（俗稱：Z-druds）
- 其他
  - 卡利索普杜（英语：carisoprodol）（商品名Soma）
  - 水合氯醛
  - 乙醚
  - 乙氯維諾（英语：ethchlorvynol）（商品名Placidyl；綽號“jelly-bellies”）
  - γ-丁內酯（簡稱GBL，是γ-羥基丁酸（GHB）的前體藥物）
  - γ-羥基丁酸（簡稱GHB、G、Xyrem；綽號“Liquid Ecstasy”，“Fantasy”）
  - 導眠能（英语：glutethimide）（商品名Doriden）
  - 卡瓦醉椒（學名Piper methysticum；含有卡瓦內酯）
  - 甲丙巴酸酯（英语：meprobamate）（商品名Miltown）
  - 安眠酮（甲喹酮，台灣俗稱白板，商品名：Sopor、Mandrax、Quaaludes）
  - 菲尼布特（英语：phenibut）（商品名Anvifen、Fenibut、Noofen）
  - 異丙酚（商品名Diprivan），一種全身麻醉劑
  - 茶氨酸（存在茶樹中）
  - 纈草（來自學名為Valeriana officinalis的植物）

### 興奮劑

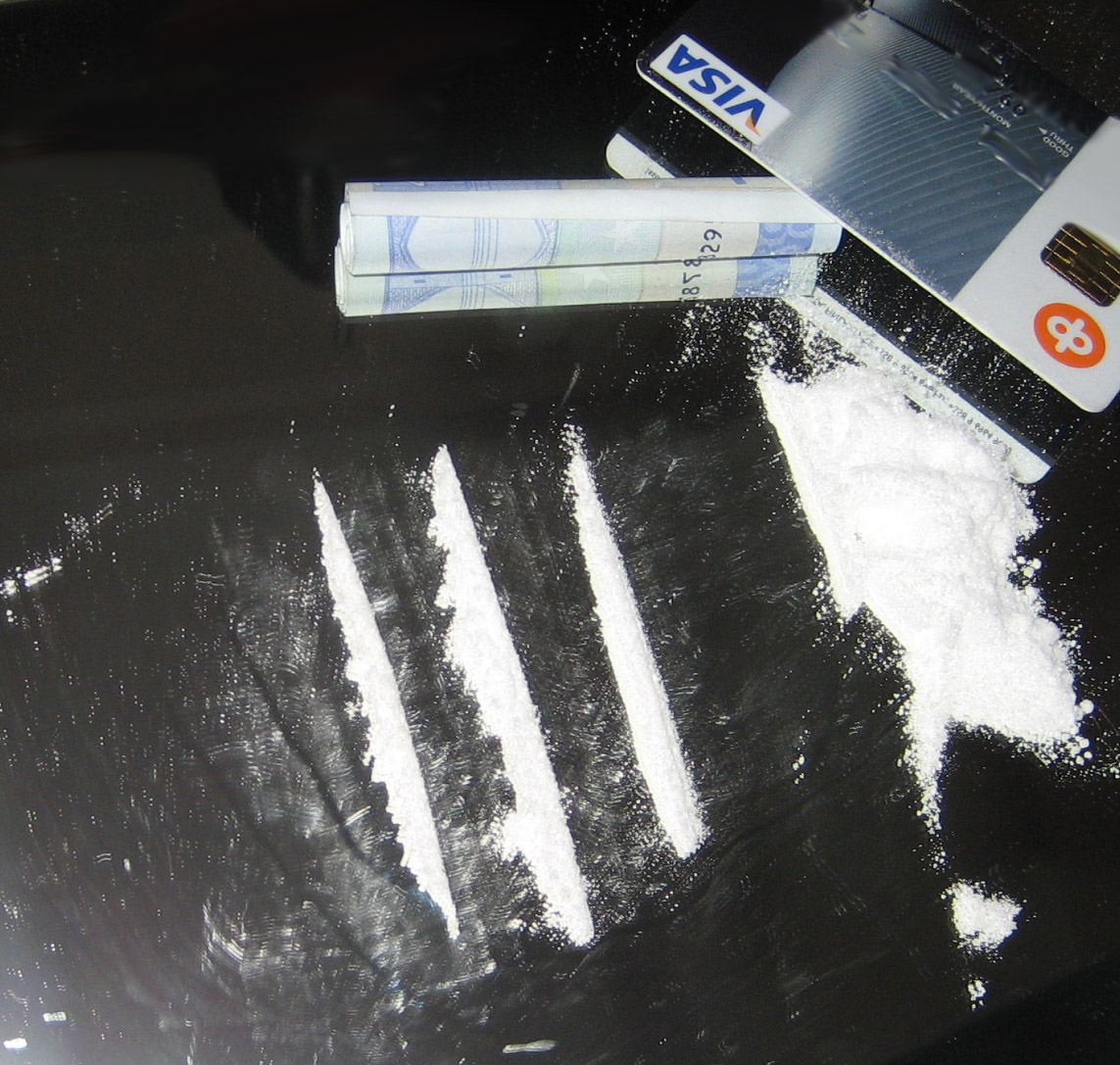
古柯鹼是常見的興奮劑。

興奮劑（stimulants），也可用“psychostimulants”表示，可透過改善精神和身體功能例如提高警覺性、清醒、和運動能力而引起欣快感。興奮劑有時也被稱為“uppers”。而具有降低精神或身體功能的鎮靜劑（被稱為“downers”），兩者形成鮮明對比，它們的功能被認為屬於對立。
興奮劑可增強中樞和周圍神經系統的活動。常見的影響包括提高警覺性、意識、清醒、耐久力、生產率、動機、覺醒、運動、心率、和血壓，以及降低對食物和睡眠的慾望。
使用興奮劑會導致身體顯著減少生產具有類似功能的內源性化合物。一旦興奮劑的作用消失，使用者可能會感到沮喪、昏昏欲睡、困惑、和煩躁。這種狀態被通俗稱為“崩潰”，可能會促使再度使用興奮劑。
安非他命是種會引起精神病的重要原因。重要的是一項在2019年所做的的綜合分析發現，由安非他命誘發的精神病患者，有22%後來會轉變為精神分裂症。
興奮劑的例子包括有：
- 擬交感神經藥（類兒茶酚胺藥物），例如苯丙胺、甲基苯丙胺、古柯鹼、哌甲酯、麻黃鹼、偽麻黃鹼
- 神經興奮及迷幻移情藥物（英语：Empathogen–entactogen）（引起血清素能（英语：serotonergics）作用，主要是苯乙胺），例如MDMA（也是一種安非他命）
- Eugeroics（英语：Eugeroics），例如莫達非尼
- 其他
  - 檳榔鹼（存在於檳榔果實）
  - 咖啡因（存在於咖啡屬）
  - 尼古丁（存在於煙草屬）
  - 蘿芙木（存在於蛇根木）
  - 育亨賓（商品名Procomil；一種在植物Pausinystalia johimbe（英语：Pausinystalia johimbe）（簡稱為Yohimbine（育亨賓））中發現的色胺生物鹼）

### 欣快劑
- 酒精：“據報導，在喝下酒精（例如啤酒、葡萄酒、或烈酒）的初期階段（10-15分鐘）會產生欣快感 - 一種幸福感”[69]
- 貓薄荷：這種植物含有一種稱為荊芥內酯的鎮靜劑，可激活鴉片類藥物受體。對貓而言，它會引起嗅探、舔、咀嚼、搖頭、滾動、和摩擦，這些都是快樂的指標。但貓薄荷對人類，並不發生欣快劑的作用。[70]
- 大麻：這種植物中的主要精神活性成分是四氫大麻酚，具有鎮靜和導致欣快的特性。
- 興奮劑：“精神運動興奮劑會促使運動活動（使用者變得過度活躍）、欣快（通常表現為過度呱噪及喋喋不休）、和厭食。安非他命是這類藥物中最著名者……”[71]
- MDMA：“如MDMA (也稱ecstasy)的欣快劑，還有N-甲基二乙醇胺(MDEA，也稱eve）”很受輕人歡迎。[72]MDMA“使用者會體驗短期的欣快感、精力充沛、和觸動增加”[73]，以及增進人際關係。
- 鴉片：這種“來自罌粟未成熟種子莢的藥物......產生困倦和欣快的感覺，以及減輕疼痛。嗎啡和可待因是鴉片的衍生物。”[74]鴉片類藥物在美國導致許多人死亡，特別是因呼吸抑制而造成的死亡。

### 致幻劑
這種藥物可分為三大類：迷幻藥物、解離劑、和致譫妄藥。它們會引起感知、思想、情緒、和意識的主觀變化。致幻劑與興奮劑及鴉片類藥物等其他精神活性藥物不同，不僅會放大熟悉的心理狀態，還會誘發與普通意識不同的體驗，通常將其與恍惚 (意識狀態)、冥想、皈依體驗、做夢等非普通意識形式做比擬。
迷幻藥物、解離劑和致譫妄劑在世上的醫學和宗教傳統中有悠久的使用歷史。它們被用於薩滿教形式的治療和占卜、通過儀禮、以及宗教儀式的綜攝（調和），例如天主教唯心會慈善中心、巴西宗教團體Santo Daime、真實內在之光神廟、和美國原住民教會。當迷幻藥物及如烟草的其他物質被用在宗教活動時，它們被稱為宗教致幻劑。
致幻劑誘發的精神病發作後，未使用藥物時，病症仍會持續存在。據估計，致幻劑誘發的精神病患者中有26%會轉變為精神分裂症。這個百分比低於大麻（34%）的轉變率，但高於安非他命的（22%）的轉變率。
從20世紀中葉開始，迷幻藥物就成為西方世界廣泛關注的對象。它們已經，並且正在被探索作為治療抑鬱症、創傷後壓力症候群、強迫症、酒精中毒、和鴉片類藥物使用疾患的潛在治療劑。然而，西方文化中最流行、同時也是最受污名化的迷幻藥使用與尋求直接的宗教經驗、增強創造力、個人發展、和“擴充心靈”有關。使用迷幻藥物是1960年代反文化的一個主要元素，與各種社會運動，以及世代間的反叛和衝突的一般氛圍有關。
- 致譫妄藥
  - 阿托品（存在茄科植物中的生物鹼，包括曼陀羅花、顛茄、天仙子 (植物)、和毒茄蔘）
  - 茶苯海明（商品名Dramamine，一種抗組織胺藥）
  - 苯海拉明（商品名有Benadryl、Unisom、Nytol等）
  - 天仙子胺（也是存在茄科植物的生物鹼）
  - 東莨菪鹼（另一種茄科生物鹼）
  - 肉荳蔻醚（存在於許多植物內，以肉荳蔻最有名）
  - 鵝膏蕈氨酸（存在於毒蠅傘中；蠅蕈素的的前體藥物）
  - 蠅蕈素（也存在於毒蠅傘中，是種γ-氨基丁酸化藥物）
- 解離劑
  - 右美沙芬（商品名DXM、Robitussin、Delsym等；俗稱有“Dex”、“Robo”、“Cough Syrup”、“DXM”）
    - 俗稱的“Triple C's、Coricidin、Skittles”是指含有右美沙芬和氯苯那敏的製劑，有潛在致命危險。

  - 氯胺酮（商品名K、Ketalar、Ketaset、Ketanest；俗稱有“Ket”、“Kit Kat”、“Special-K”、“Vitamin K”、“Jet Fuel”、“Horse Tranquilizer”）
  - 乙胺環己酮（英语：methoxetamine）（商品名Mex、Mket、Mexi）
  - 苯環利定（商品名PCP，Sernyl；俗稱有“Angel Dust”、“Rocket Fuel”、“Sherm”、“Killer Weed”、“Super Grass”）
  - 一氧化二氮（N2O；俗稱有“NOS”、“Laughing Gas（笑氣）”、“Whippets”、“Balloons”）
- 迷幻藥物
  - 苯乙胺類
    - 2C-B（俗稱有“Nexus”、“Venus”、“Eros”、“Bees”）
    - 2C-E（俗稱有“Eternity”，“Hummingbird”）
    - 2C-I（俗稱“Infinity”）
    - 2C-T-2（俗稱“Rosy”）
    - 2C-T-7（英语：2C-T-7）（俗稱有“Blue Mystic”，“Lucky 7”）
    - 布苯丙胺
    - DOC
    - DOI
    - DOM（俗稱“Serenity、Tranquility、及 Peace”（“STP”））
    - MDMA（俗稱有“Ecstasy”、“E”、“Molly”、“Mandy”、“MD”、“Crystal Love”，台灣稱為“搖頭丸”）
    - 麥司卡林（存在於烏羽玉仙人掌、秘魯火炬仙人掌（英语：Echinopsis peruviana）、和聖佩德羅仙人掌（英语：San Pedro cactus）中）

  - 色胺（包括麥角靈和麥角酰胺（英语：lysergamide））
    - 5-MeO-DiPT（俗稱有“Foxy”、“Foxy Methoxy”）
    - 5-甲氧基二甲基色胺（存在於好幾種植物中，如chacruna（英语：Psychotria viridis）、jurema、vilca（英语：Anadenanthera colubrina）、和yopo（英语：Anadenanthera peregrina））
    - α-甲基色胺（英语：alpha-methyltryptamine）（簡稱αMT；商品名Indopan；俗稱“Spirals”）
    - 蟾毒色胺（由科羅拉多河蟾蜍分泌，也存在於各種鵝膏菌屬中）
    - N,N-二甲基色胺（簡稱N、N-DMT、DMT；俗稱有“Dimitri”、“Disneyland”、“Spice”；存在多數九節屬和D. cabrerana（英语：Diplopterys cabrerana）中）
    - 麥角靈（簡稱LSA；麥角酸；存在於牽牛花和美麗銀背藤種子中）
    - 麥角酸二乙酰胺（簡稱LSD、L、Delysid；俗稱有“Acid”、“Sid”、“Cid”、“Lucy”、“Sidney”、“Blotters”、 “Droppers” 、和“Sugar Cubes”）
    - psilocin（在psilocybin蘑菇中發現）
    - 脫磷酸裸蓋菇素（也存在於賽洛西賓蘑菇中；脫磷酸裸蓋菇素的前體藥物）
    - N,N-二甲基色胺（存在於鵝花樹中）
- 非典型
  - 丹酚-A（英语：Salvinorin A）（存在於墨西哥鼠尾草中，一種反式新克萊羅丹二萜類化合物（trans-neoclerodane diterpenoid），俗稱有“Diviner's Sage”、“Lady Salvia”、“Salvinorin”）

### 吸入劑
吸入劑是吸入並經肺部吸收的氣體、固體或液體微粒、或是溶劑。雖然有靠“吸入”而用於醫療的藥物（例如一氧化二氮，一種牙科麻醉劑），但此處說的吸入劑是因為其有陶醉作用，而被用作娛樂性藥物。大多數非醫療用吸入性藥物是家用或工業化學產品中的成分，並非供人濃縮和吸入，種類包括有機溶劑（存在於清潔產品、快乾膠水、和指甲油去光劑中）、燃料（汽油和煤油）、以及推進氣體（如氟利昂和壓縮氫氟烴，用於氣霧罐，以噴出髮膠、生奶油、和不粘鍋烹飪噴霧。有少數娛樂用吸入劑是非法藥品，例如麻醉劑（乙醚和一氧化二氮）和揮發性抗心絞痛藥（亞硝酸酯、Rush Poppers）。
最嚴重的吸入劑濫用發生在“[...] 完全沒家庭聯繫街頭”的兒童和青少年。吸入劑使用者用塑膠袋套在嘴上，或是利用浸有溶劑的抹布或開口容器來吸入蒸氣或是推進劑氣體。吸入劑的影響，範圍從類似酒精中毒和強烈的欣快感，到生動的幻覺，具體取決於物質和劑量。一些使用吸入劑的人因溶劑或氣體本身的有害影響，或是吸入產品中摻有其他化學品而受傷害。使用者與任何使用娛樂性藥物一樣，在陶醉時可能會因危險行為而受傷（例如在使用後駕車）。吸入噴氣式電腦清潔用推進劑會發生危險，因為這類推進氣體噴灑之時的膨脹和冷卻速度很快。多數的情況，是使用者死於缺氧、肺炎、心臟衰竭或心臟停止、或是吸入嘔吐物而窒息。
吸入劑的例子包括有：
- 氯仿（哥羅芳）
- 氯乙烷
- 乙醚
- 乙烷和乙烯
- 一氧化二氮
- Poppers（亞硝酸酯）
- 溶劑和推進劑（包括丙烷、丁烷、氟利昂、汽油、煤油、甲苯）以及含有它們的粘合劑的蒸氣

## 可吸食的藥物清單
植物：
- 烟草
- 大麻
- 墨西哥鼠尾草
- 鴉片
- 曼陀羅屬和其他茄科植物（以前吸食用於治療哮喘）
- 其他植物（見下列）

物質（不一定存在於所吸食精神活性植物內）：
- 甲基苯丙胺
- 霹靂可卡因
- 黑焦油海洛因（英语：black tar heroin）
- 苯環利定 (PCP)
- 合成大麻素
- N,N-二甲基色胺 (DMT)
- 5-甲氧基二甲基色胺
- 蟾毒色胺
- 二異丙基色胺
- 安眠酮
- 乙醇
- 氯胺酮
- 海洛因
- 另有許多其他，包括有些處方藥

## 具有精神活性的植物、真菌、和動物列表
主要含有咖啡因和可可鹼，也含微量精神活性植物：
- 咖啡
- 茶（茶中的咖啡因有時被稱為茶鹼），也含有茶氨酸
- 瓜拿納（瓜拿納所含的咖啡因有時也被稱為guaranine（咖啡鹼））
- 巴拉圭冬青（巴拉圭冬青所含的咖啡因有時也被稱為mateine（咖啡鹼））
- 可可樹
- 可樂堅果（英语：Kola nut）

最著名的精神活性植物：
- 大麻：大麻素
- 煙草：尼古丁和β-咔啉生物鹼
- 古柯：古柯鹼
- 罌粟：嗎啡、可待因和其他鴉片製劑
- 墨西哥鼠尾草：丹酚-A（salvinorin A）
- 巧茶：D-去甲偽麻黃鹼和卡西酮
- 卡瓦醉椒：卡瓦內酯
- 肉荳蔻：肉荳蔻素醚

茄科植物，含有阿托品、天仙子胺、和東莨菪鹼
- 曼陀羅屬
- 顛茄
- 天仙子
- 茄蔘屬
- 其他茄科植物

具有麥司卡林的仙人掌：
- 烏羽玉
- 秘魯火炬仙人掌
- 聖佩德羅仙人掌

其他植物：
- 卡痛：帽柱木鹼、mitraphylline（亦為帽柱木鹼）、7-羥基絲裂黴素（英语：7-hydroxymitragynine）、δ-育亨賓（英语：raubasine）、和柯楠辛鹼（英语：corynantheidine）
- 麻黃：麻黃鹼
- 達米阿那
- 墨西哥夢境草（英语：Calea ternifolia）
- 非洲夢根草（英语：Silene undulata）
- 纈草：valerian（化學物質名稱與纈草（valerian）同名）
- 存有5-甲氧基二甲基色胺各種植物，如chacruna、含羞草、vilca等
- 牽牛花和美麗銀背藤 ：麥角酸二乙酰胺
- 死藤水：二甲基色胺（DMT）
- 鵝花樹 ：伊博格鹼
- 檳榔 ：檳榔鹼
- 蛇根木： 蘿芙木
- 育亨賓：育亨賓、柯楠辛鹼
- 許多其他

真菌：
- 迷幻蘑菇：賽洛西賓和脫磷酸裸蓋菇素
- 各種鵝膏菌屬：蠅蕈素
- 毒蠅傘：鵝膏蕈氨酸和蠅蕈素
- Claviceps purpurea 和其他 Clavicipitaceae：麥角胺（本身沒有精神活性，但用於合成LSD）

具有精神活性物質的動物：
- 致幻魚（英语：hallucinogenic fish）
- 科羅拉多河蟾蜍：蟾毒色胺、5-甲氧基二甲基色胺

## 進一步閱讀
- Martin, Christopher S.; Chung, Tammy; Langenbucher, James W. . Sher, Kenneth J.  (编). . Oxford Library of Psychology. Oxford and New York: Oxford University Press. 2017: 27–59  [2021-11-09]. ISBN 9780199381678. LCCN 2016020729. doi:10.1093/oxfordhb/9780199381678.013.001. （原始内容存档于2022-05-04）.
- Anthony, James; Barondess, David A.; Radovanovic, Mirjana; Lopez-Quintero, Catalina. . Sher, Kenneth J.  (编). . Oxford Library of Psychology. Oxford and New York: Oxford University Press. 2017: 27–59  [2021-11-09]. ISBN 9780199381708. LCCN 2016020729. doi:10.1093/oxfordhb/9780199381708.013.006. （原始内容存档于2022-05-12）.

## 外部連結
- Sacco LN, Finklea K.  (PDF). Congressional Research Service. 3 May 2016  [2021-11-09]. （原始内容 (PDF)存档于2021-07-05）.